# 61 Puppis
61 Puppis (H Puppis) é uma estrela na direção da Puppis. Possui uma ascensão reta de 07h 03m 53.66s e uma declinação de −49° 35′ 03.3″. Sua magnitude aparente é igual a 4.92. Considerando sua distância de 192 anos-luz em relação à Terra, sua magnitude absoluta é igual a 1.07. Pertence à classe espectral A4IV.